# باسكارا الثاني
باسكارا الثاني (بالإنجليزية: Bhāskara II)‏ أو باسكارا (المعروف أيضًا باسم باسكاراتشاريا الذي يعني حرفيًا «باسكارا المعلم»، وسمي بباسكارا الثاني لتفادي الخلط مع باسكارا الأول) (1114-1185)، هو عالم رياضيات وعالم فلك هندي. ولد في بيجابور في كرناتكا.
يمثل باسكارا وأعماله مساهمة كبيرة في المعرفة الرياضية والفلكية في القرن الثاني عشر. وقد عد كأعظم رياضيي الهند في العصور الوسطى. ينقسم عمله الرئيسي المسمى «سيدهانتا شيروماني» Siddhānta Shiromani (بالسنسكريتية «تاج الأطاريح») إلى أربعة أجزاء تسمى ليلافاتي Lilāvatī وبيجاغانيتا Bījagaṇita وغراهاغانيتا Grahagaṇita وغولاديايا Golādhyāya، والتي تعتبر أيضًا في بعض الأحيان أربعة أعمال مستقلة. تتعامل هذه الأقسام الأربعة مع الحساب والجبر ورياضيات الكواكب والمجالات الكروية على التوالي. كما كتب أطروحة أخرى تدعى كارانا كوتوهالا Karaṇa Kautūhala.

## معلومات المراجع كاملة
- Pingree, David Edwin (1970), Census of the Exact Sciences in Sanskrit (بالإنجليزية), American Philosophical Society, vol. 146, ISBN:9780871691460, Archived from the original on 2023-12-15

- Chopra, Pran Nath (1982), Religions and communities of India (بالإنجليزية), Vision Books, ISBN:978-0-85692-081-3

- Plofker, Kim (2009), Mathematics in India (بالإنجليزية), Princeton University Press, ISBN:9780691120676, Archived from the original on 2022-11-05